# Otto Kade
Otto Adolf Wenzel Kade (28. března 1927 Frýdlant, Československo – 2. listopadu 1980 Eichwalde, Východní Německo) byl německý rusista a translatolog. Společně s Gertem Jägerem a Albrechtem Neubertem patřil k významným členům tzv. Lipské školy.

## Život
Mezi lety 1933 a 1943 navštěvoval obecnou školu ve Frýdlantu a reálné gymnázium v Liberci. V roce 1943 pak narukoval jako pomocník u protiletadlových kanónů do Berlína, o rok později byl povolán do Říšské pracovní služby. V roce 1945 padl do britského zajetí. Po propuštění pracoval jako tlumočník pro Národní výbor ve Frýdlantu, než byl v roce 1946 i s rodinou vysídlen do Budyšína.
V poválečných letech začal pracovat jako tlumočník a učitel češtiny a ruštiny. Od 50. let pak působil na Univerzitě Karla Marxe v Lipsku, kde vystřídal hned několik funkcí: nejenže se stal zástupcem ředitele tamějšího Tlumočnického ústavu, ale v letech 1969–1980 byl vedoucím slovansko-německého oddělení translatologie (které bylo tehdy součástí sekce Teoretické a aplikované lingvistiky). Mezi lety 1950 a 1970 pracoval jako konferenční tlumočník a vedoucí skupiny tzv. jazykových zprostředkovatelů ("Sprachmittler") na stranických a mezinárodních konferencích v Německu i v zahraničí.

## Dílo
V letech 1957–1960 byl spoluredaktorem odborného časopisu Fremdsprachen zaměřeného na teorii a praxi jazykového zprostředkování ("Sprachmittlung"). Mezi lety 1957–1974 zde působil jako zástupce šéfredaktora. Byl rovněž členem tlumočnické sekce při Státním sekretariátu pro vysoké a odborné školy NDR (1965–1967) a členem předsednictva Mírové rady NDR (1965–1980). Jeho disertační práce Subjektive und objektive Faktoren im Übersetzungsprozess (Subjektivní a objektivní faktory v procesu překladu) byla pravděpodobně první translatologickou disertací v Německu; vyšla v roce 1968 jako příloha časopisu Fremdsprachen pod názvem Zufall und Gesetzmäßigkeit in der Übersetzung (Náhoda a zákonitost v překladu). Kade se v ní snažil překonat hranice čistě lingvistického přístupu k tlumočení a překladu, díky čemuž je tato práce považována za jeden z nejvýznamnějších počinů německé teorie překladu. Jeho habilitační práce, publikovaná v roce 1980, nese název Die Sprachmittlung als gesellschaftliche Erscheinung und Gegenstand wissenschaftlicher Untersuchung (Jazykové zprostředkování jako společenský jev a předmět vědeckého výzkumu). Kade se v ní snažil podrobně analyzovat jazykové zprostředkování a přispět tak ke stanovení předmětu, úkolů a cílů translatologie.
Ačkoliv translatologii považoval za součást aplikované jazykovědy, dodával, že pro objasnění cílů a procesů překladu a tlumočení je třeba zapojit poznatky z oboru teorie komunikace. Ve výsledku tak navrhoval interdisciplinární model translatologie založený právě na teorii komunikace. V jeho díle lze najít i řadu dalších poznatků, na které pak navázalo mnoho (východoněmeckých) translatologů, jako jsou např. Haidemarie Salevská či Wladimir Kutz.

## Lipská škola
Hlavní představitelé tzv. Lipské školy vnímali translatologii jako jednu z disciplín kontrastivní jazykovědy. Jejím cílem mělo být vytvoření překladové gramatiky ("Übersetzungsgrammatik"), a to na základě srovnání jazykových systémů. Pravidla této překladové gramatiky by se pak měla dodržovat.
Lipská škola vytvořila mnoho termínů, které se v translatologii stále používají. Kade přišel například s pojmy "Translation" (zastřešující termín označující jak překlad, tak i tlumočení), "Translat" (výsledek překladatelského či tlumočnického procesu) či "Translator" (tvůrce translátu).
Kade chápe translaci jako dvojjazyčnou komunikaci, v níž translátor vystupuje jako mezičlánek mezi vysilatelem a příjemcem. Vzhledem k tomu, že vysilatel a příjemce neužívají při procesu komunikace identický kód (tj. jazyk), translátor musí dané sdělení překódovat (tj. převést z jednoho jazyka do druhého). Kade tento proces rozděluje do tří různých fází. V první fázi je translátor příjemcem sdělení, které je v obsaženo v textu vytvořeném vysilatelem ve výchozím jazyce. Druhá fáze spočívá v překódování tohoto sdělení, které provádí právě translátor. Ve třetí fázi komunikuje translátor v cílovém jazyce (coby sekundární vysilatel) s příjemcem cílového textu.

## Výběr z díla
- KADE, Otto. Kommunikationswissenschaftliche Probleme der Translation. In:  Grundfragen der Übersetzungswissenschaft: Beihefte zur Zeitschrift Fremdsprachen. Leipzig: Verlag Enzyklopädie, 1968. S. 3–19.
- KADE, Otto. Zufall oder Gesetzmäßigkeit in der Übersetzung. Leipzig: Verlag Enzyklopädie, 1968.
- KADE, Otto. Zum Verhältnis von Translation und Transformation. In:  Studien zur Übersetzungswissenschaft. Leipzig: Verlag Enzyklopädie, 1971. S. 7–26.
- KADE, Otto. Die Sprachmittlung als gesellschaftliche Erscheinung und Gegenstand wissenschaftlicher Untersuchung. 1980. vyd. Leipzig: Verlag Enzyklopädie, 1980.